# 사장 전상서 편지
“사장 전상서” 편지("Dear Boss" letter)는 1888년 작성된 2쪽짜리 편지 한 통이다. 편지 작성자는 자신이 악명높은 빅토리아 시대의 살인마 잭 더 리퍼라고 주장하고 있다. 편지 소인은 1888년 9월 27일자이며 바로 당일 런던 중앙통신사로 배달되었다. 9월 29일 스코틀랜드 야드로 넘겨졌다.
처음에는 다른 편지들과 마찬가지로 누가 장난친 것으로 여겨졌으나, 9월 30일 캐서린 에도우스의 귀가 찢긴 시신이 발견되자 “여자들의 귀를 잘라”버릴 것이라고 했던 내용의 이 편지가 관심의 대상이 되었다. 경찰은 편지의 필적을 추적했으나 별 소득은 없었다. 많은 언론들이 편지 내용을 전재했고, 그에 따라 이 편지에서 처음 사용된 "잭 더 리퍼"라는 명칭이 널리 퍼지게 되었다.

## 편지 전문
붉은색 잉크로 쓰여 있었으며 철자나 구두점이 틀린 부분이 곳곳에 있었다. 밑줄은 원문에 그어진 것을 그대로 옮긴 것이다.

사장 전상서,
경찰이 나를 잡았지만 그저 아직 손봐주지 못했다는 둥 하는 이야기들을 계속 들어. 놈들이 참 똘똘한 척 지금 올바른 길을 따라가고 있는 척 얘기할 때면 웃음이 나오지. 그 가죽 앞치마에 관한 농담은 날 폭소하게 만들었어. 나는 창녀들이 싫고 내게 차꼬가 차일 때까지 계속 그년들을 찢기를 멈추지 않을 것이야. 난 여자들이 꺅 소리를 지를 시간조차 주지 않았지. 이젠 놈들이 날 어떻게 잡겠어. 나는 내 작업을 사랑하고 다시 시작하기를 원해. 조만간에 내가 조그만 재미난 놀이를 벌였다는 걸 듣게 될 거야. 가장 최근 일을 하고 나서 글쓸 때 쓰려고 적절한 빨간 것들을 진저비어 병에 좀 받아다 놨는데 이제 풀처럼 굳어서 못 쓰게 되었어. 붉은 잉크가 충분한 대용품이 되길 바래 하. 하. 다음 번에 내가 할 일은 여자들의 귀를 잘라 경찰관들에게 보낼거야 순전히 재미를 위해서지 그렇잖아. 내가 좀더 많은 작업을 할 때까지 이 편지는 보관해 두라고. 내 나이프는 너무 잘 들고 날카로워 난 기회만 생기면 당장이라도 작업을 하러 나가고 싶거든. 행운을 빈다.
댁들의 진실한 친구
잭 더 리퍼
예명만 알려준 것에 신경쓰지 마시길
추신 내가 내 두 손을 붉은 잉크로 흠뻑 적시기 전에 이걸 부쳐서 참 좋지 않은가 망할놈의 운도 없지. 인간들이 이젠 나를 의사로 만들더군 하 하

## 참고 문헌
- “Casebook: Jack the Ripper - Ripper Letters”. casebook.org. 2015년 10월 15일에 확인함.
- Evans, Stewart; Keith Skinner (2001). Jack the Ripper: Letters From Hell. Stroud, Gloucestershire: Sutton Publishing. ISBN 0-7509-2549-3.
- Sugden, Philip (2002). The Complete History of Jack the Ripper. New York: Carroll & Graf. ISBN 0-7867-0932-4.